# Bob McMillen
Bob McMillen, född 5 mars 1928 i Los Angeles, död 1 april 2007, var en amerikansk friidrottare.
McMillen blev olympisk silvermedaljör på 1 500 meter vid olympiska sommarspelen 1952 i Helsingfors.